# Clifford (Indiana)
Clifford es un pueblo ubicado en el condado de Bartholomew en el estado estadounidense de Indiana. En el Censo de 2010 tenía una población de 233 habitantes y una densidad poblacional de 856,78 personas por km².

## Geografía
Clifford se encuentra ubicado en las coordenadas 39°16′56″N 85°52′9″O / 39.28222, -85.86917. Según la Oficina del Censo de los Estados Unidos, Clifford tiene una superficie total de 0.27 km², de la cual 0.27 km² corresponden a tierra firme y (0%) 0 km² es agua.

## Demografía
Según el censo de 2010, había 233 personas residiendo en Clifford. La densidad de población era de 856,78 hab./km². De los 233 habitantes, Clifford estaba compuesto por el 99.14% blancos, el 0% eran afroamericanos, el 0.43% eran amerindios, el 0% eran asiáticos, el 0% eran isleños del Pacífico, el 0.43% eran de otras razas y el 0% pertenecían a dos o más razas. Del total de la población el 1.72% eran hispanos o latinos de cualquier raza.